# Europsko prvenstvo u vaterpolu – London 1938.
Vaterpolsko EP 1938. peto je izdanje ovog natjecanja. Održano je u Londonu u Ujedinjenom Kraljevstvu od 7. do 13. kolovoza. 

## Konačni poredak
| Mj. | Država           |
| --- | ---------------- |
| 1.  | Mađarska         |
| 2.  | Njemačka         |
| 3.  | Nizozemska       |
| 4.  | Belgija          |
| 5.  | Italija          |
| 6.  | Francuska        |
| 7.  | Velika Britanija |

| Pobjednici           |
| -------------------- |
| Mađarska Peti naslov |